# Trillium lancifolium
Espèce
Classification APG II (2003)
Trillium lancifolium est une plante herbacée, vivace et rhizomateuse de la famille des Liliaceae (classification classique) ou des Melanthiaceae (classification APG II, 2003).

## Description
Cette plante du sud-est des États-Unis fleurit au printemps dans les forêts fraîches en montagne et dans les plaines alluviales. Les pétales linéaires-oblongs de 3 à 7 cm sont verts, pourprés, marron ou bicolores. Les feuilles lancéolées à taches décoratives sont renversées. Le fruit est ailé.

## Aire de répartition
Çà et là en Floride, Alabama, Géorgie et Tennessee.

## Divers
En anglais son nom est Lance-Leaved Trillium.

## Sources
- Frederick W. Case, Jr. & Roberta B. Case, Trilliums, Timber Press, 1997  (ISBN 978-0-88192-374-2)